# Alberto Zedda
Alberto Zedda (Milaan, 2 januari 1928 - Pesaro, 6 maart 2017) was een Italiaanse dirigent en muziekwetenschapper, die zich specialiseerde in de 19e-eeuwse Italiaanse opera, in het bijzonder van Gioachino Rossini.

## Leven en werk
Zedda studeerde orkestdirectie in Milaan bij Antonino Votto and Carlo Maria Giulini en daarnaast musicologie aan de universiteit van Urbino. Hij debuteerde in 1956 als dirigent met Il barbiere di Siviglia en was in 1957 winnaar van het dirigentenconcours van de Italiaanse omroep. Dit leidde al snel tot gastdirecties in vele operahuizen, zowel in als buiten Italië. In de jaren 1961-1963 werkte hij (speciaal voor Italiaans repertoire) bij de Deutsche Oper Berlin en in 1967-1969 bij de New York City Opera. Hij was ook festivaldirecteur in Martina Franca en van 1980 tot 1992 had hij de artistieke leiding van het Rossini Opera Festival in Pesaro. In het seizoen 1992-1993 was Zedda artistiek leider van La Scala van Milaan. Zedda dirigeerde bij Opera Vlaanderen opvoeringen van Rossini's La Cenerentola, Semiramide, Il Viaggio a Reims, Otello, Armida en het Stabat Mater.
Als musicoloog deed hij onderzoek naar de muziek van Rossini. Hij bezorgde de kritische editie van diens verzamelde opera's in samenwerking met de Amerikaanse muziekwetenschapper Philip Gossett. Hij brak ook een lans voor Rossini's minder geliefde werken, zoals de opera Adelaide di Borgogna die hij in 1984 dirigeerde op het festival van Martina Franca. Wegens zijn verdiensten voor de kennis en interpretatie van Rossini werd hij erepresident van de Deutsche Rossini-Gesellschaft. In 2012 publiceerde hij een boek over deze componist. Hij maakte ook edities van werk van andere componisten, onder wie Vivaldi, Händel, Donizetti, Bellini en Verdi. Hij deed ook onderzoek naar de authentieke uitvoeringspraktijk en naar muzikale ornamentiek.
Tot de cd-opnamen die Zedda maakte, behoren de opera's
- Gli amori d'Apollo e di Dafne van Cavalli
- Tancredi, L'italiana in Algeri, La gazza ladra, La Cenerentola en La donna del lago van Rossini
- Teseo Riconosciuto van Spontini
- La sonnambula en Beatrice di Tenda van Bellini.

- Bibsys: 98007822
- Biblioteca Nacional de España: XX1107183
- Bibliothèque nationale de France: cb124333698 (data)
- CiNii: DA05035148
- Gemeinsame Normdatei: 134563956
- International Standard Name Identifier: 0000 0001 0935 740X
- Library of Congress Control Number: n84144366
- Nationale Bibliotheek van Letland: 000073512
- MusicBrainz: 129bdaf2-c01d-41a6-ad40-53ae6f5fd187
- Nationale Bibliotheek van Tsjechië: osd2015868343
- Nationale bibliotheek van Australië: 35270049
- Nationale Bibliotheek van Israël: 987007278783705171
- Nationale Bibliotheek van Polen: a0000002595757
- Nederlandse Thesaurus van Auteursnamen: 079526802
- Réseau des bibliothèques de Suisse occidentale: 02-A003996503
- Istituto Centrale per il Catalogo Unico: CFIV069418
- SNAC: w69k4z0k
- Système universitaire de documentation: 033471223
- Trove: 890973
- Virtual International Authority File: 111495390
- WorldCat: E39PBJh4vrpw8bJj3qHmFf6dwC